# بواسونيار (مترو باريس)
بواسونيار (بالفرنسية: Poissonnière)‏ هي محطة مترو تابعة لمترو باريس تقع في فرنسا في الدائرة التاسعة في باريس.[بحاجة لمصدر]